# Út Trà Ôn
Út Trà Ôn (1919–2001) là nghệ sĩ cải lương tài danh. Ông tên thật là Nguyễn Thành Út, tên thường gọi trong gia đình là Mười Út (vì ông là người con thứ 10 và cũng là con út). Ông được sinh ra tại ấp Đông Phú, làng Đông Hậu, quận Trà Ôn, tỉnh Cần Thơ (nay là huyện Trà Ôn, tỉnh Vĩnh Long). Ông là một Phật tử, có pháp danh Pháp Thiện.

## Tiểu sử

### Thời niên thiếu
Lúc ông còn nhỏ, cha mẹ mất sớm nên ông phải ra đồng từ 13 tuổi. Cày sâu cuốc bẫm nhọc nhằn, ông lấy ca hát làm niềm vui giữa cái nắng oi ả nơi đồng ruộng. Giọng hát ngọt ngào thiên phú của ông được bạn bè yêu thích và đến tai dân làng, nên mỗi khi có Hội cúng Kỳ Yên, ông được ban nhạc lễ nhờ đứng ra xướng danh cho hương chức hội tề cúng lễ.
Sau đó, ông học hát tại làng quê. Quê hương của ông cũng là một vùng đất nổi tiếng với nghệ thuật cải lương.
Năm 1937, Mười Út được người quen giới thiệu với Đài phát thanh Sài Gòn và từ đó chính thức có nghệ danh Út Trà Ôn. Giọng ca truyền cảm, ấm áp, chân thành, đậm chất miền Tây Nam Bộ của ông được giới thiệu trên làn sóng điện đã nhanh chóng được đông đảo thính giả yêu chuộng. Bản vọng cổ đầu tiên ông ca trên đài là bản Thức trót canh thâu". Với niềm đam mê nghệ thuật và khả năng ca diễn xuất sắc, Út Trà Ôn thường xuyên góp tiếng hát cho Đài phát thanh, thu âm cho các hãng băng đĩa. Đặc biệt, với giọng ca đặc biệt của mình, ông đã góp phần nâng cao uy tín cho hãng đĩa ASIA với bài vọng cổ Tôn Tẫn giả điên gồm có 20 câu, là một sáng tác của vị Yết-Ma (tu sĩ Phật giáo).
Năm 1942, ông lần lượt biểu diễn cho các gánh cải lương như: Hề Lập, Thanh Long, Tiến Hóa, Mộng Vân, Sao Mai, Thanh Minh...
Năm 1954, ông lập gánh hát Kim Thanh, đây là lần đầu tiên ông làm bầu một đại bang danh tiếng lừng lẫy lúc bấy giờ và cho đến ngày nay vẫn còn nhiều nghệ sĩ cao tuổi nhắc đến. Lúc ấy, đại bang này có nhiều nghệ sĩ tên tuổi lớn ví dụ như: Thanh Tao, Kim Chưởng, Thúy Nga cùng làm giám đốc.

### Đệ nhất danh ca
Năm 1959, soạn giả Viễn Châu sáng tác nên bài Tình anh bán chiếu. Nội dung bài ca chỉ là tâm sự của một thanh niên làm nghề bán chiếu phải lòng một cô gái đặt mua. Khi anh trở lại giao chiếu như đúng hẹn thì cô gái đã sang ngang mà có biết đâu anh bán chiếu đã thầm thương trộm nhớ. Nhưng cũng chính vì đơn giản mà dễ đi vào lòng người, nhất là nó được thể hiện qua giọng ca tuyệt vời của Út Trà Ôn.
Khi đĩa hát Tình anh bán chiếu được phát hành đã tạo nên một làn sóng. Bài ca thâm nhập vào mọi ngõ ngách ở miền Nam, từ các nhóm đờn ca tài tử cho đến tiểu thương, quân đội, công chức... đều mê và mang ra đến miền Trung, miền Bắc.
Năm 1960, Út Trà Ôn cộng tác với đoàn Thủ Đô (chủ nhân của đoàn này là ông Phan Văn Bản và đồng thời là chủ nhân của hãng dĩa Hoành Sơn). Năm 1962, ông và người bạn thân là nghệ sĩ Hoàng Giang (cũng là tên tuổi lớn) lập gánh Thống Nhứt, rồi cộng tác với các đoàn như: Dạ Lý Hương, Thái Dương, Quốc Thanh, Hương Dạ Thảo, Phương Bình, Thanh Hải, Tân Hoa Lan, Kim Chung,...

### Sau năm 1975
Sau giải phóng, ông cộng tác với đoàn cải lương Sài Gòn 1, Trần Hữu Trang và sau đó là Sân khấu Tài Năng hay còn gọi là đoàn 2-84.
Ông từ trần ngày 13 tháng 8 năm 2001 tại Thành phố Hồ Chí Minh, an táng tại Chùa Nghệ Sĩ, Quận Gò Vấp. Hưởng thọ 82 tuổi.

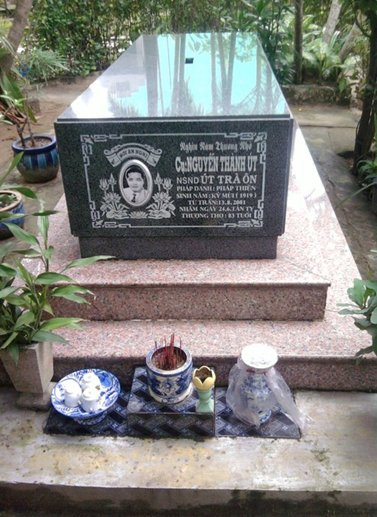
Mộ Út Trà Ôn tại nghĩa trang chùa Nghệ Sĩ, Gò Vấp

## Kỹ thuật ca diễn
Cụ thể, giọng ca của NSND Út Trà Ôn rất đặc biệt, ca đoạn giữa câu vọng cổ rất dài. Ai nghe kỹ sẽ thấy được tiếng thở dài trong từng câu ca, dù câu ca chỉ có vài chữ nhưng vẫn rất dài. Bên cạnh đó, với chất giọng đồng rặt thuộc loại quý hiếm, âm vực rộng, đạt độ du dương uyển chuyển nhờ bề dày tôi luyện. Bộ nhịp chắc nịch như đúc khuôn nên mặc tình thao túng khung nhạc mà không sợ rớt nhịp. Điều này khiến nhiều người rất thích và mê nghe Út Trà Ôn.

## Khen tặng
Năm 1988, ông được phong tặng danh hiệu Nghệ sĩ Ưu tú.
Năm 1997, ông được Nhà nước phong tặng danh hiệu Nghệ sĩ Nhân dân và Huy chương Vì sự nghiệp sân khấu vì những đóng góp của ông cho nghệ thuật cải lương.

## Các vai diễn nổi bật

### Cải lương
| Vở diễn                       | Tác giả                           | Vai             |
| ----------------------------- | --------------------------------- | --------------- |
| Cung đàn trên sông lạnh       | Thu An – Phong Anh                | Bạt Tùng        |
| Cuốn theo chiều gió           | Nguyên Thảo                       | Giang Thạch Kỳ  |
| Đời cô Lựu                    | Trần Hữu Trang                    | Võ Minh Thành   |
| Người ven đô                  | Minh Khoa – Nguyễn Gia Nghiêm     | Tám Khỏe        |
| Kiều Nguyệt Nga               | Ngọc Cung                         | Kiều công       |
| Khi hoa anh đào nở            | Hà Triều – Hoa Phượng             | Tô Điền Sơn     |
| Nạn con rơi                   | Trần Hà                           | Ông Phú         |
| Ngao Sò Ốc Hến                | Nguyễn Thành Châu (Năm Châu)      | Trùm Sò         |
| Người khách lạ                | Nguyên Thảo                       | Chu Kiếm Thông  |
| Sân khấu về khuya             | Nguyễn Thành Châu (Năm Châu)      | Quốc Sơn        |
| Tuyệt tình ca (Ông cò Quận 9) | Ngọc Điệp – Hoa Phượng            | Ông cò Hương    |
| Quân vương và thiếp           | NSND Viễn Châu – Thể Hà Vân       | Dương Bất Hảo   |
| Thuyền ra cửa biển            | Phong Anh – Yên Trang             | Diệp Chấn Phong |
| Thái tử A Xà Thế              | Như Tâm – Dương Kinh Thành        | Đức Thế Tôn     |
| Thằng điên vùng bến Hạ        | Yên Lang – Nguyên Thảo            | Xuyên Hạ        |
| Nhân quả (Chuyện hai quả cân) | Dương Kim Thành – Hoàng Song Việt | Chú Mười        |

### Ca cảnh, chặp cải lương
Chặp cải lương là một câu chuyện được kể lại, trong đó có nhiều người kể bằng cách đối đáp, có từng đoạn ca xen kẽ những đoạn nói lối hay ngâm thơ nối kết lại với nhau.
| Tên                                             | Tác giả                     | Vai                             |
| ----------------------------------------------- | --------------------------- | ------------------------------- |
| Con đường chính giác                            | Xuyên Vân Tử                | Đạo sĩ                          |
| Dây chuông oan nghiệp (Chuyện tình Lan và Điệp) | Ngọc Sơn – Yên Sơn          | Hòa thượng                      |
| Đức Phật Thích Ca                               | NSND Viễn Châu              | Thái tử Tất-đạt-đa (Siddhartha) |
| Lưu Bình – Dương Lễ                             | NSND Viễn Châu              | Lưu Bình                        |
| Mẹ đợi mùa thương                               | Xuân Phát                   | Anh lính                        |
| Người đẹp Trữ La thôn                           | NSND Viễn Châu – Thể Hà Vân | Ngũ Tử Tư                       |
| Nhớ 20 năm trước                                | Trần Hà                     | Châu Pha                        |
| Nước mắt anh tôi                                | NSND Viễn Châu              | Anh hai                         |
| Quan Công tha Tào (Huê Dung Đạo)                | NSND Viễn Châu              | Quan Công                       |
| Sương khuya lạnh lùng                           | Hà Triều – NSND Viễn Châu   | Cha của Linh                    |
| Tình người phu xe                               | NSND Viễn Châu              | Người phu xe                    |
| Thích Ca tầm đạo                                | NSND Viễn Châu              | Thái tử Tất-đạt-đa (Siddhartha) |

## Các bài tân cổ, vọng cổ nổi tiếng
Bằng giọng hát ấm và ngọt, nghệ sĩ Út Trà Ôn nổi tiếng với rất nhiều bài vọng cổ. Ông được khán giả ái mộ với những vở cải lương. Rất nhiều bài vọng cổ cho đến ngày nay vẫn còn đọng lại ít nhiều ký ức và tình cảm trong lòng người mộ điệu:

### Vọng cổ
| Tên                        | Tác giả         | Hát với          |
| -------------------------- | --------------- | ---------------- |
| Cười đời                   |                 | Đơn ca           |
| Tôn Tẫn giả điên           |                 | Đơn ca           |
| Dạ cổ hoài lang            | Cao Văn Lầu     | Đơn ca           |
| Sầu vương biên ải          | Thái Thụy Phong | Đơn ca           |
| Đài hoa dâng Bác           | Trần Nam Dân    | Đơn ca           |
| Tháng Mười ngôi sao đỏ     | Trần Nam Dân    | Đơn ca           |
| Về lại với sông Trà        | Hồng Mão        | Đơn ca           |
| Ba giờ khuya               | NSND Viễn Châu  | Đơn ca           |
| Bốn lá thư xuân            | NSND Viễn Châu  | Đơn ca           |
| Chiếc nón bài thơ          | NSND Viễn Châu  | Đơn ca           |
| Đời                        | NSND Viễn Châu  | Đơn ca           |
| Khương thượng điếu ngư     | NSND Viễn Châu  | Đơn ca           |
| Gánh nước đêm trăng        | NSND Viễn Châu  | Đơn ca           |
| Mồ em Phượng               | NSND Viễn Châu  | Đơn ca           |
| Ông lão chèo đò            | NSND Viễn Châu  | Đơn ca           |
| Tình anh bán chiếu         | NSND Viễn Châu  | Đơn ca           |
| Kim Mao Sư Vương Tạ Tốn    | NSND Viễn Châu  | Đơn ca           |
| Thư xuân ngoài chiến tuyến | NSND Viễn Châu  | Đơn ca           |
| Tiếng chuông chùa Xá Lợi   | NSND Viễn Châu  | Đơn ca           |
| Trụ Vương thiêu mình       | NSND Viễn Châu  | Đơn ca           |
| Viếng mộ Tần Thủy Hoàng    | NSND Viễn Châu  | Đơn ca           |
| Tình phụ tử                | Quy Sắc         | Đơn ca           |
| Bạn đời                    |                 | NSƯT Thành Điển  |
| Gánh chè khuya             | Thu An          | NSƯT Út Bạch Lan |
| Mưa lạnh Thảo Cầm Viên     | NSND Viễn Châu  | NSƯT Ánh Hồng    |
| Sương khói rừng khuya      | NSND Viễn Châu  | NSND Ngọc Giàu   |
| Kiều Phong – A Tỷ          | Yên Trang       | NSND Bạch Tuyết  |
| Núm ruột quê hương         | Hải Đăng        | NSND Bạch Tuyết  |
| Gái Tầm Vu                 | Thành Quan      | Ngọc Bích        |
| Tiếng tơ lòng              | Hải Đăng        | Bảo Linh         |

### Tân cổ giao duyên
| Tên                | Tác giả    | Tác giả        | Hát với    |
| Tên                | Tân nhạc   | Cổ nhạc        | Hát với    |
| ------------------ | ---------- | -------------- | ---------- |
| Chuyến đò vĩ tuyến | Lam Phương | NSND Viễn Châu | Đơn ca     |
| Vĩnh biệt          | Lam Phương | NSND Viễn Châu | Phương Yến |
| Ai ra xứ lạnh      | Thúc Đăng  | Yên Sơn        | Ngọc Bích  |

## Gia đình
Út Trà Ôn lập gia đình với bà Nguyễn Thị Bích Thủy (1931–2016) và có 7 người con, riêng có Bích Phượng là theo nghiệp ca hát. Dòng nhạc cô thể hiện là những làn điệu dân ca Nam Bộ.

## Vinh danh
Với nhiều đóng góp cho sân khấu cải lương, tên ông đã được đặt cho một con đường ở Quận 9 (nay là Thủ Đức). Bên cạnh đó, tên của ông cùng với 8 nghệ sĩ được Hội Sân khấu Thành phố Hồ Chí Minh đề xuất đặt tên đường.

## Thể loại
| Ông hoàng cải lương trước năm 1975 |
| --- |
| Út Trà Ôn \| Hữu Phước \| Thành Được \| Hùng Cường \| Minh Cảnh \| Tấn Tài \| Phương Quang \| Thanh Sang \| Minh Phụng \| Thanh Tòng \| Minh Vương \| Thanh Tuấn \| Trọng Hữu \| Chí Tâm |